# Nikola Blažev
Nikola Blažev (16. stoljeće.), hrvatski graditelj i klesar.
Nikola Blažev pripadnik je glasovite korčulanske graditeljske i klesarske obitelji Andrijić ( Andrija Marković, Marko Andrijić, Petar Andrijić, Josip Markov). 
Djelovao je tijekom 16. stoljeća na pregradnjama samostana na Lokrumu. U Dubrovniku je radio na crkvi sv. Roka i na pročelnom trijemu Divone. 